# Guía espiritual
En el espiritualismo, una guía u orientación espiritual es una entidad que permanece como espíritu desencarnado para actuar como guía o protector de un mortal.

## Descripción
Según la doctrina teosófica, los guías espirituales no siempre son de naturaleza humana. Algunos guías espirituales viven como energía, en el reino cósmico, o como seres de luz, que son guías espirituales de muy alto nivel. Algunos guías espirituales son personas que han vivido muchas vidas anteriores, han pagado sus deudas kármicas y han avanzado más allá de la necesidad de reencarnar. Muchos devotos creen que los guías espirituales son elegidos «al otro lado» por los seres humanos que están a punto de encarnar y desean ayuda.
Algunos de los primeros espiritistas modernos no secundaron la idea del guía espiritual. El escritor y médium espiritual E.W. Wallis, autor de A Guide to Mediumship and Psychic Unfoldment («Una guía para la mediumnidad y el desarrollo psíquico»), expresó que la noción de guías espirituales es incapacitante e irrespetuosa tanto para los espíritus como para las personas vivas. Aunque no niega que los espíritus ayuden a las personas, lamenta la idea de que dichos espíritus sean nombrados o asignados para hacer nada más que ayudar a los vivos. Él aconseja a los posibles medios que se mantengan alejados de la noción de que están siendo «guiados» a menos que tengan pruebas demostrables de que tal es el caso.

## Relatos de primera mano
Theresa Caputo, médium del programa de telerrealidad estadounidense Long Island Medium, simplemente llama a su guía Spirit («espíritu»), describiéndola como una entidad que ha podido sentir desde que tenía cuatro años.
Los espiritistas estadounidenses de los siglos XIX y XX a menudo describían a sus guías como lo hacían los nativos americanos. Una guía espiritual popular de este tipo, encontrada por muchos espiritistas angloamericanos, se llamaba White Hawk. Entre los espiritistas afroamericanos, especialmente aquellos en iglesias fundadas o influenciadas por Mother Leafy Anderson (1887–1927), el guía nativo americano se llamaba Black Hawk (como Halcón Negro), y se suponía que era el espíritu del guerrero de la tribu Sac del mismo nombre.